# 魏澹
魏 澹（ぎ たん、生没年不詳）は、中国の北斉から隋にかけての学者・官僚。字は彦深。本貫は鉅鹿郡下曲陽県。

## 経歴
魏季景の子として生まれた。15歳のとき、父を失った。学問を好んで経書・史書に通じ、文章を得意とし、詞にすぐれた。北斉の博陵王高済に召されてその下で記室となった。琅邪王高儼が京畿大都督となると、魏澹は鎧曹参軍となり、殿中侍御史に転じた。魏収・陽休之・熊安生らとともに五礼を修定した。また諸学士らとともに『御覧』を撰し、完成すると、殿中郎中・中書舎人に任ぜられた。李徳林とともに修国史をつとめた。北周の武帝が北斉を平定すると、魏澹は武帝に任用されて納言中士の位を受けた。
581年、隋が建国されると、魏澹は行台礼部侍郎となった。まもなく散騎常侍となり、南朝陳に対する主使をつとめた。帰還すると、太子舎人に任ぜられた。太子楊勇の礼遇を受け、『庾信集』に注釈し、『笑苑』・『詞林集』を撰した。当時の人に博物と評された。数年後、著作郎に転じ、太子学士となった。
文帝は魏収の『魏書』の評価に納得せず、魏澹に別の魏史をつくらせた。魏澹は道武帝から西魏の恭帝までの12紀と、78の伝、別に史論と例を1巻、そして目録と、合わせて92巻を作った。魏澹の著した『魏書』は簡潔にして要を得ていたので、文帝はこれを読んで喜んだ。しばらくして死去した。享年は65。『文集』30巻があった。
子に魏信言があった。

## 伝記資料
- 『隋書』巻58 列伝第23
- 『北史』巻56 列伝第44